# Flüela-Wisshorn
Flüela-Wisshorn är en bergstopp i Schweiz.   Den ligger i regionen Engiadina Bassa/Val Müstair och kantonen Graubünden, i den östra delen av landet, 190 km öster om huvudstaden Bern. Toppen på Flüela-Wisshorn är 3 085 meter över havet, eller 711 meter över den omgivande terrängen. Bredden vid basen är 11,4 km.
Terrängen runt Flüela-Wisshorn är varierad. Närmaste större samhälle är Davos, 10,9 km väster om Flüela-Wisshorn. 
Trakten runt Flüela-Wisshorn består i huvudsak av gräsmarker. Runt Flüela-Wisshorn är det mycket glesbefolkat, med 3 invånare per kvadratkilometer.